# Irene Heise
Irene Heise (* 10. September 1956 in Wien) ist eine österreichische Religionspädagogin und Buchautorin.

Irene Heise (2014)

## Leben
Nach einem Studium der Religionspädagogik erhielt sie eine mehrjährige Fortbildung und freie Mitarbeit am Institut für Pastoraltheologie und Pastoralpsychologie, Katholisch-Theologische Fakultät der Universität Wien bei Paul Zulehner. Seit 1989 beschäftigt sich Heise mit der Frage des Umganges mit Geschiedenen und Wiederverheirateten in der Kirche, vor allem hinsichtlich der Sakramente der Buße und der Eucharistie. Im selben Jahr war sie auch Mitbegründerin der Plattform für Geschiedene und Wiederverheiratete in der Erzdiözese Wien. 2003 gründete sie das Kompetenzforum AUFATMEN für Scheidung und Wiederverheiratung in der Kirche. 2008 gründete sie das Geistliches Forum Katharina von Siena in der Erzdiözese Wien, im Jahr 2014 erweitert zum Spirituell-theologischen Zentrum Katharina von Siena.
Ihre Veröffentlichungen umfassen fünfzehn Bücher. 2007 erhielt sie auf diözesanen Antrag aufgrund besonderer Verdienste um die Republik Österreich den Berufstitel einer Professorin.
Heise betätigt sich außerdem in der Erwachsenenbildung.

## Publikationen (in Auswahl)
- TANZEN NEU ENTDECKT für Partnerschaft, Ästhetische Bildung und Glaubensvermittlung. Mit Fotodokumentation der 'Standard Stars' Irene und Dieter Heise, Tanzmeditationen und Anleitungen für Ihre Veranstaltung. ISBN 978-3-9503948-4-9
- NICHT ohne deine NÄHE. Hospitalismus empathisch heilen und vorbeugen. Projekt – Modell – Praxisbegleitung – Prävention – „Amoris Laetitia“. ISBN 978-3-9503948-3-2
- Vom Rand ins Herz der Kirche. Der steinige Weg zu Amoris Laetitia. ISBN 978-3-9503948-1-8
- Caterina von Siena – Gebt ihnen zu essen! Die mystisch-theologische Kompetenz der Kirchenlehrerin und Patronin Europas als Schlüssel für eine befreiende Sakramentenpraxis. ISBN 978-3-9500649-6-4
- Einführung in eine Theologie der Empathie. Leitfaden für einen einfühlsamen Umgang bei Scheitern, Scheidung und Wiederverheiratung aus Theologie, Psychologie und Philosophie. ISBN 3-9500649-1-5
- Einfühlung bei Edith Stein. Überraschende Einblicke in die Doktorarbeit einer sensiblen Heiligen. ISBN 3-9500649-4-X
- Beitrag in: Paul Zulehner (Hg.), Aufatmen. Eine Ermutigung für Geschiedene. ISBN 3-7966-0676-8